# BusinessObjects
SAP BusinessObjects（SAP ビジネスオブジェクツ, 略称 BO または BOBJ）はビジネスインテリジェンス （BI）に特化した業務用ソフトウェア会社である。2007年にSAPに買収された。SAP買収時点で46,000社以上に利用されていたとされる。
代表的な製品はBusinessObjects XI (または BOXI)やそれらのパフォーマンスマネジメント、計画、リポート、検索、分析および情報管理機能などである。
その他、ユニバース（物理データストアとフロントエンドレポートツールの間をつなぐ階層のBusinessObjects上の名前）と既製のレポートを一元的に保存し、ユーザーのコミュニティが選択的に利用できるツールもある。
また、ユーザのBI製品の利用を支援するコンサルティングおよび教育サービスも提供している。

## 歴史
1990年にベルナルド・リオトー（Bernard Liautaud）がデニス・ペールとともに創業し、2005年までチーフ、2008年までチーフ兼会長を務めた。BusinessObjectsの初期の概念と実装はジャン・ミシェル・カムボットによるもの。
同年、最初のユーザのコファス社が契約。1994年9月にはNASDAQに上場し、ヨーロッパのソフトウェア企業で初のアメリカでの上場を果たした。2002年にはタイム誌 ヨーロッパ デジタルTOP25とビジネスウィーク誌 スター・オブ・ヨーロッパに選出された。
2007年10月7日、SAPがBusinessObjectsを68億USドルで買収することを発表。
2008年1月22日には完全にSAPの支配下に入り、2007年のオラクルによるHyperion買収、2008年のIBMによるCognos買収などとともに、ビジネスソフトウェア業界における統合傾向の拡大の一例と見なされた。
BusinessObjectsはカリフォルニア州サンノゼとフランスパリに本社を置くが、最大のオフィスはカナダバンクーバーにある。株はNASDAQとユーロネクスト・パリ（BOB）に上場されている。

### 事件
2007年4月2日、Informatica社（2002年にActa Technologiesを買収してBusinessObjectsが継承）から特許侵害で訴えられ、2,500万USドルの損害賠償を請求された。
1つの入力と1つの出力を持つ埋め込みデータフローに関連する問題で、Informaticaは、ActaWorks製品（Data Integratorの一部としてBusinessObjectsが販売）が米国特許番号6,014,670、6,339,775（ともに「データウェアハウスでデータ変換を実行するための装置と方法」というタイトル）を含むいくつかのInformatica特許を侵害していると主張した。
BusinessObjectsはその後、Data Integrator（11.7.2）の新しいバージョンをリリースし、侵害している機能を製品から削除した。

### 沿革
- 1990年: Skipper SQL 2.0.x.をリリース
- 1994年: BusinessObjects v3.0をリリース、9月にはNASDAQに上場（アメリカでの上場はフランスのソフトウェア企業初[5]）
- 1996年: OLAP市場に参入、BusinessObjects v4.0をリリース、ベルナルド・リオトー（Bernard Liautaud）がビジネスウィーク誌「今年最もホットな起業家」の一人に選出
- 1997年: エクストラネットで情報を共有できるWebI シンクライアントを発表[6]
- 1999年: ゼネラル・エレクトリック（GE）との提携開始、BusinessObjectsをフランスのプレミアマルシェで公開、Next Action Technologies社を買収
- 2000年: OLAP@Workを約1,500万USドルで買収し、MDXとの接続を発表[7]
- 2001年: Blue Edge Software社を買収、SAPがCrystal Reportsの販売を開始
- 2002年: Acta Technologies社を買収、ビジネスウィーク誌がベルナルド・リオトー（Bernard Liautaud）を「ヨーロッパのスター」に、またBusiness 2.0が同社を最も急成長した100社の一社に選出[8]、ActaがInformatica社に特許侵害で訴えられる[6]
- 2003年: Crystal Decisions社を8億2,000万USドルで買収[9]、Dashboard Manager、BusinessObjects Enterprise 6、BusinessObjects Performance Managerをリリース
- 2004年: 合併後の新会社のスローガンを「私たちの未来は明快、クリスタル・クリア」発表、Crystal v10およびBusinessObjects v6.5をリリース
- 2005年: BusinessObjects XIをリリース、SRC Software、Infommersion、Medienceの各社を買収、BusinessObjects Enterprise XI Release 2をリリース
- 2006年: Firstlogic、Nsite Software、ALG Software各社を買収[10][11]、ユーザがMicrosoft ExcelスプレッドシートデータをインタラクティブなAdobe Flashメディアファイルに変換できるCrystal Xcelsiusをリリース
- 2007年: Cartesis社、Inxight社を買収[12]、10月にはSAPのCEO Henning KagermannがBusinessObjectsを68億USドルで買収することを発表
- 2008年: 1月にはSAPが全てのオフィスを吸収し、「BusinessObjects, an SAP company」へ名称変更、それに続いてベルナルド・リオトー（Bernard Liautaud）が退任を発表[13]
- 2009年: BusinessObjectsがSAPの一部門となり、ポートフォリオブランド「SAP BusinessObjects」を作成、BusinessObjectsの元従業員はSAP社員となる